# Cheshmeh Tūrān
Cheshmeh Tūrān (persiska: چشمه توران) är en ort i Iran.   Den ligger i provinsen Kermanshah, i den nordvästra delen av landet, 400 km väster om huvudstaden Teheran. Cheshmeh Tūrān ligger 1 912 meter över havet och antalet invånare är 175.
Terrängen runt Cheshmeh Tūrān är kuperad. Runt Cheshmeh Tūrān är det ganska tätbefolkat, med 72 invånare per kvadratkilometer. Närmaste större samhälle är Gaznahleh, 17,3 km öster om Cheshmeh Tūrān. Trakten runt Cheshmeh Tūrān består i huvudsak av gräsmarker.